# Kloster Morača

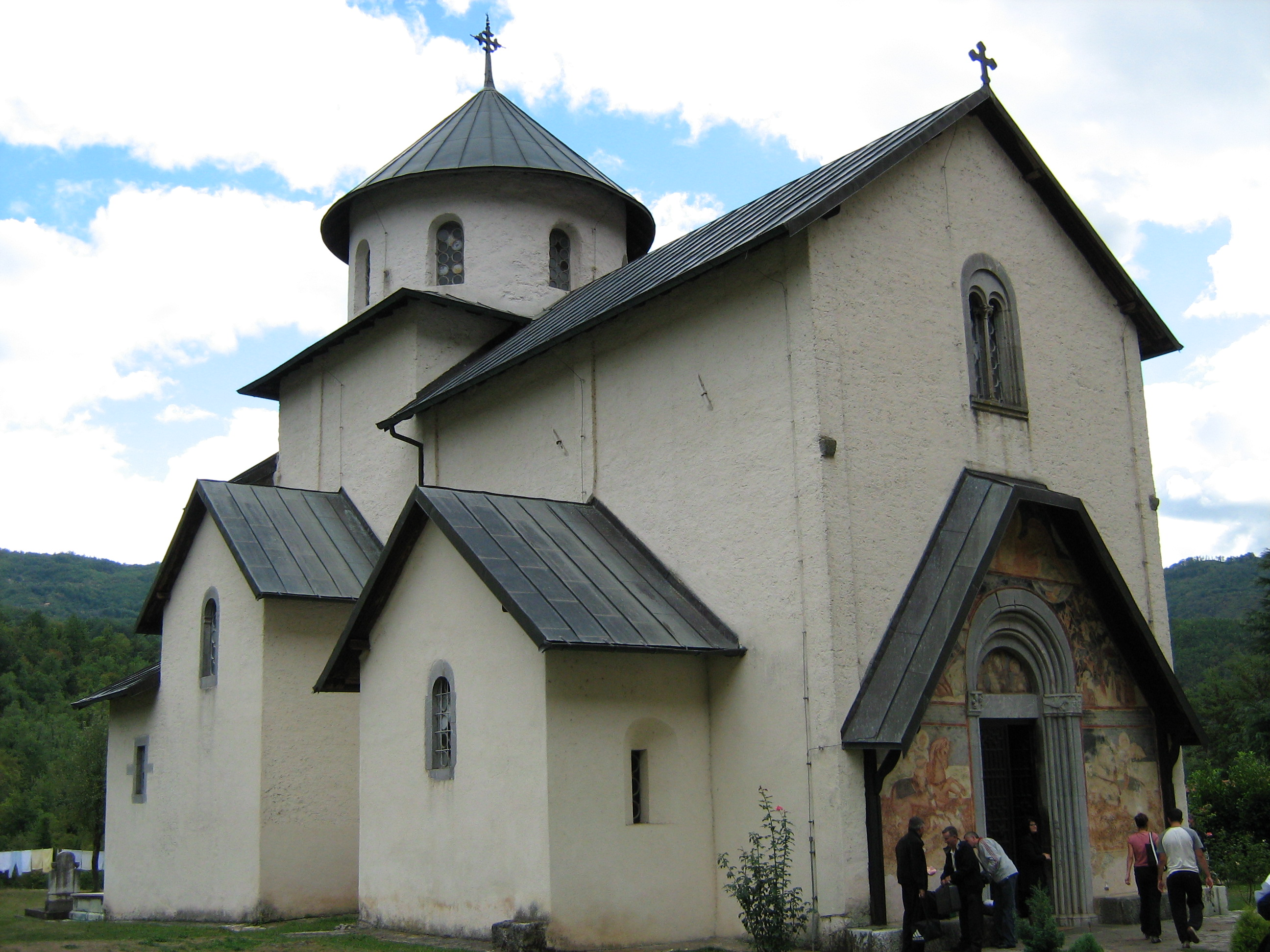
Hauptkirche, dem Entschlafen Mariens geweiht

Das Kloster Morača (serbisch-kyrillisch Манастир Морача) ist ein serbisch-orthodoxes Kloster in Zentral-Montenegro. Das Kloster wurde 1252 von Fürst Stefan, einem Sohn von Vukan Nemanjić und Enkel des Begründers des mittelalterlichen serbischen Herrschergeschlechts der Nemanjiden, Stefan Nemanja, gegründet. Zusammen mit dem Kloster Ostrog und dem Kloster Piva ist das Kloster Morača eine der meistbesuchten kulturellen und religiösen Stätten Montenegros.

## Lage
Das Kloster liegt am Oberlauf der Morača, einige Kilometer nördlich der Morača-Schlucht (Morača klisura), an der Europastraße E 65/E 80, der  Hauptverkehrsader von Podgorica nach Kolašin und weiter nach Serbien.

## Beschreibung
Das Kloster Morača besteht aus der Hauptkirche, die dem Entschlafen Mariens geweiht ist, einer kleinen, dem Heiligen Nikolaus geweihten Kapelle und dem Wohngebäude mit den Mönchszellen, die auch zur Unterbringung von Pilgern bestimmt waren. Der gesamte Komplex ist von einer hohen Mauer eingefasst. Die Kloster-Einfriedung kann durch zwei Tore betreten werden.
Die einschiffige Hauptkirche mit Vorhalle ist im Stil der Raška-Schule. Die Originalausstattung des Klosters litt schwer, als zu Beginn des 16. Jahrhunderts die Osmanen das Kloster plünderten: Die Bleibedeckung des Dachs wurde entfernt, der Innenraum der Kirche war Wind und Wetter ausgesetzt, das Kloster verödete. Erst um 1570 wurde es wieder erneuert. Im 18. Jahrhundert bildete das Kloster den Mittelpunkt der von den Bewohnern des Morača-Tals und benachbarter Stämmen geführten Kämpfen gegen die Osmanen. 1820 kam es zum freien Montenegro.
Aus romanischer Zeit ist das Portal erhalten, ebenso einige Fresken aus dem 13. Jahrhundert, die auf mehreren  Bildtafeln das Leben des Propheten Elias darstellen. Weitere Fresken stammen aus dem 16. und 17. Jahrhundert. In der Vorhalle nimmt eine Darstellung des Stammbaumd Jesu eine ganze Wand ein, weitere Darstellungen zeigen das Jüngste Gericht. Hauptthemen der Fresken des Hauptraums sind das Leben Jesu sowie Darstellungen der bedeutendsten Heiligen der orthodoxen Tradition.
Das Kloster Morača besitzt eine außerordentlich reiche Sammlung von Ikonen aus dem 17. und 18. Jahrhundert. Ein Teil davon schmückt die prächtig geschnitzte Ikonostase, die zwischen 1600 und 1617 entstand.
Zum Klosterkomplex gehört auch eine dem Heiligen Nikolaus geweihte Kapelle, die um 1635 auf den Fundamenten des ehemaligen Hauptwehrturms erbaut wurde. Daher rührt auch der quadratische Grundriss ohne von außen sichtbare Apsis und die Tatsache, dass die Kapelle nicht in Ost-West-Richtung ausgerichtet ist. Die Kapelle ist innen wie außen reich mit Fresken bemalt, die meist Szenen aus dem Leben des Heiligen Nikolaus darstellen.

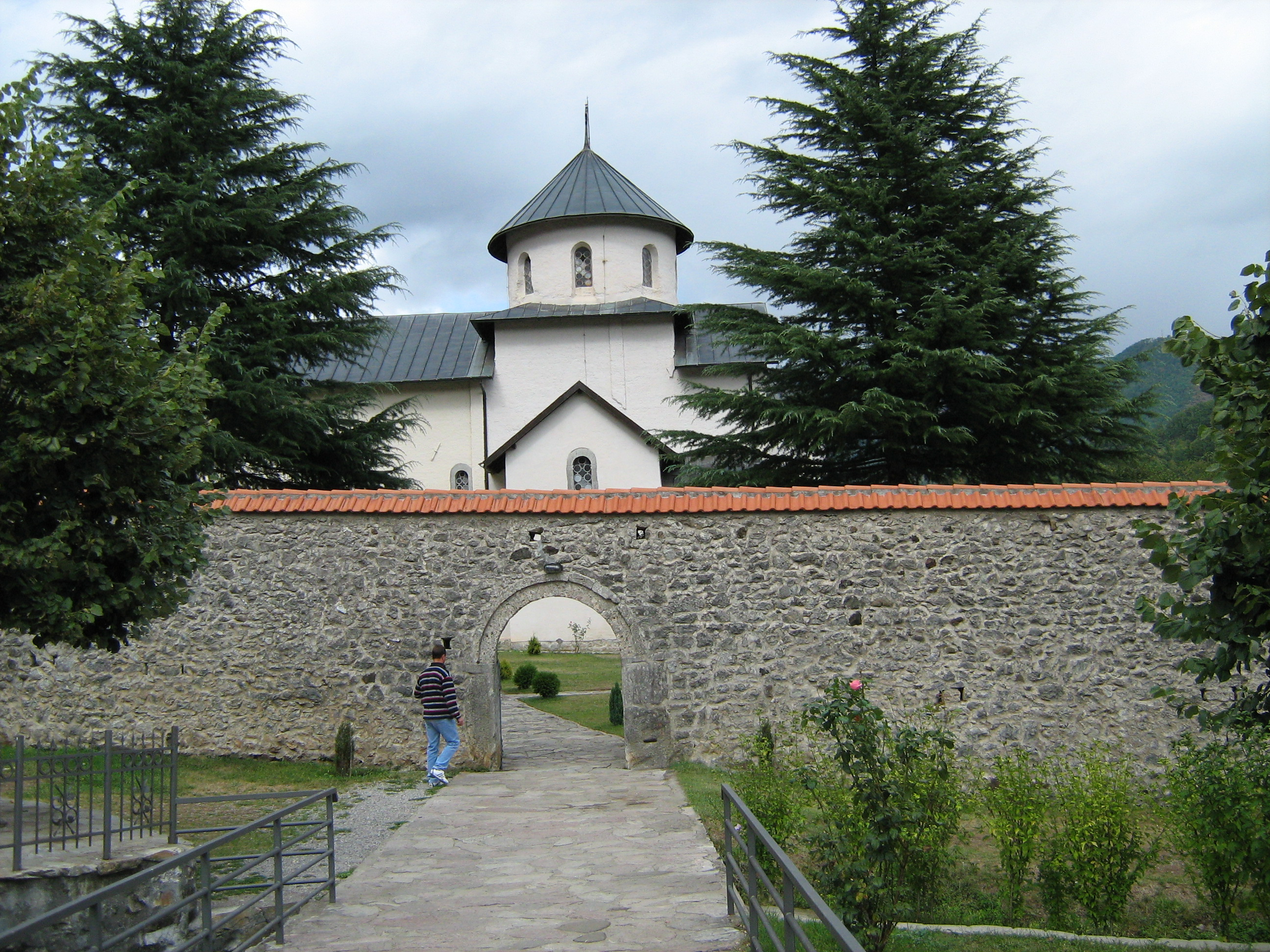
Eingangsportal in der Klostermauer
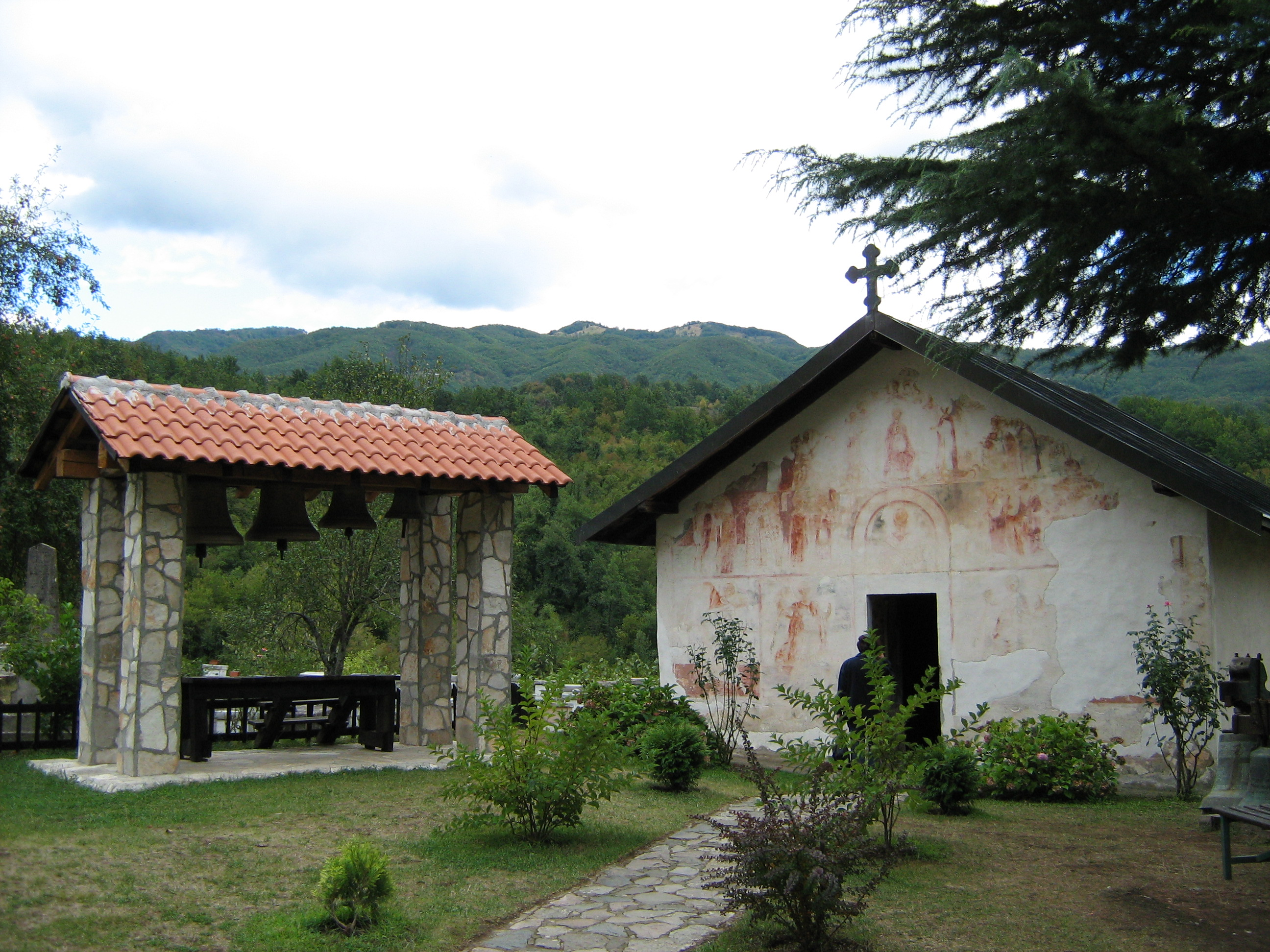
Glockenstuhl und Nebenkapelle
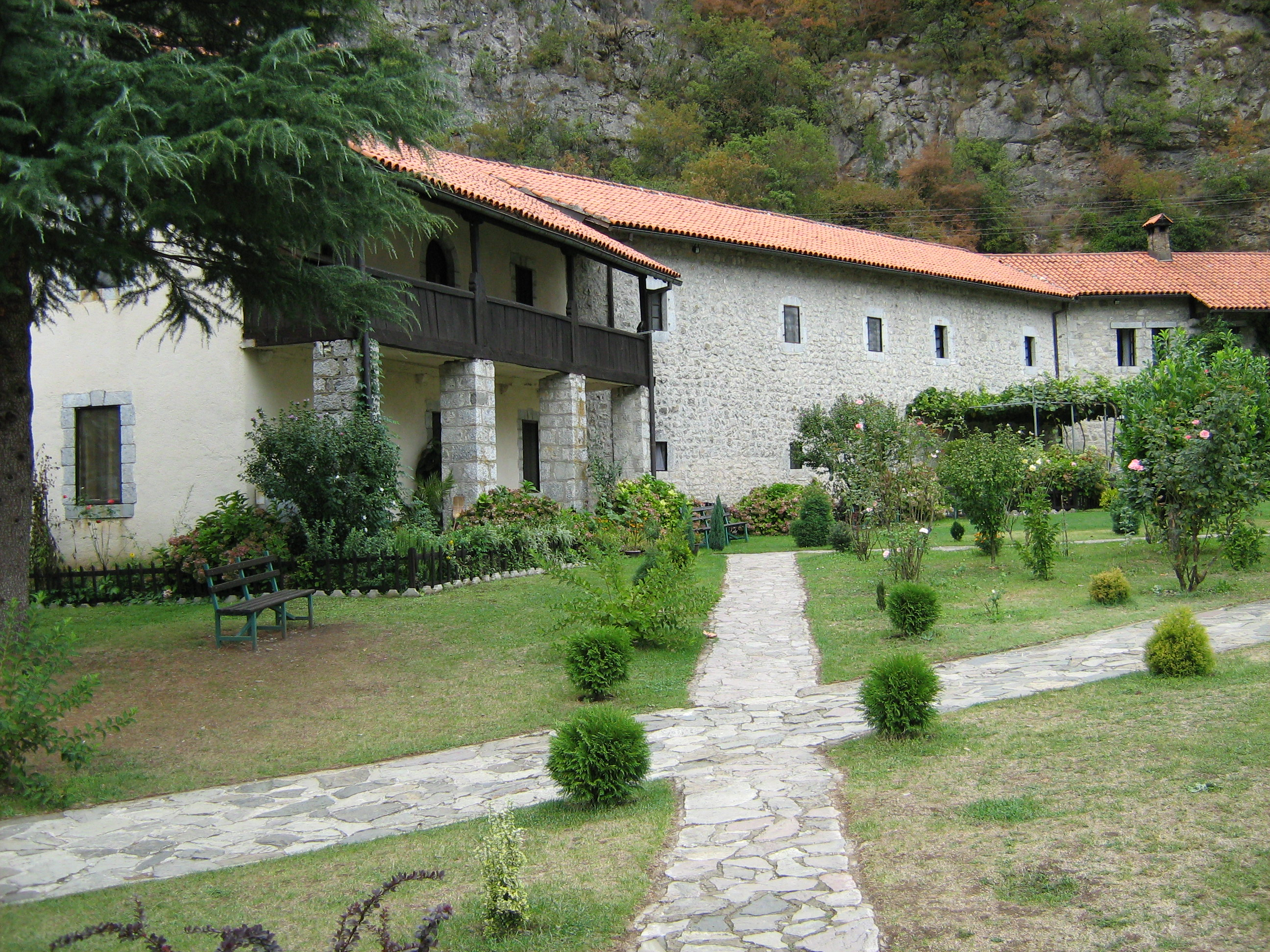
Wohngebäude
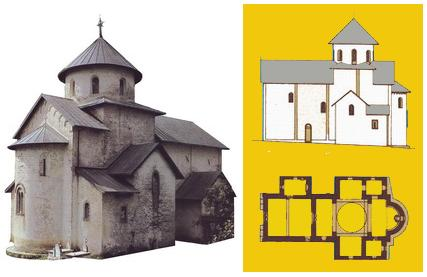
Außenansichten und Grundriss